# 列夫科尼科
列夫科尼科（希臘語：Λευκόνοικο）是北塞浦路斯的村落，處於塞浦路斯島北部，2006年人口1,269，鎮上的機場主要用作軍事用途。2010年8月1日，該村錄得46.6攝氏度，是該國有史以來最高的氣溫。